# Axeltofta
Axeltofta är en koloniträdgård-bebyggelse vid Saxån i Tofta socken i Landskrona kommun, Skåne län. Området avgränsades före 2015 till en småort, därefter räknas det som en del av tätorten Häljarp.